# Yamaha YS
La Yamaha YS è una motocicletta naked prodotta dalla casa motociclistica giapponese Yamaha dal 2017, caratterizzata da una semplicità sia costruttiva che di guida. Questa moto viene prodotta nella cilindrata 125 cm³ ed è l'evoluzione diretta della YBR.

## YS 125
Questa moto è stata realizzata per poter essere guidata con la patente A1, essendo equipaggiata con motore 4 T monocilindrico dalla ridotta potenza. L'impianto frenante dispone di una pinza freno a singolo pistoncino. La moto è caratterizzata da un ridotto consumo di carburante, un basso costo d'acquisto, leggerezza e semplicità di guida.
Rispetto alla precedente YBR, ha una linea più aggressiva e tagliente. Le fiancate laterali, che simulano l'impianto di raffreddamento a liquido, ora sono munite di canali di passaggio dell'aria, il serbatoio ha una forma più elaborata e il cupolino è più compatto, la strumentazione comprende l'indicatore della marcia inserita e l'indicatore di cambiata, meccanicamente il motore cambia le sue misure e scompare l'avviamento a pedale.